# Rowland (Caroline du Nord)
Rowland est une ville américaine située dans le comté de Robeson dans l'État de Caroline du Nord. En 2010, sa population était de 1 037 habitants.

## Démographie
| 1890 | 1900 | 1910 | 1920 | 1930 | 1940 |
| ---- | ---- | ---- | ---- | ---- | ---- |
| 72   | 357  | 787  | 767  | 915  | 999  |

| 1950  | 1960  | 1970  | 1980  | 1990  | 2000  |
| ----- | ----- | ----- | ----- | ----- | ----- |
| 1 293 | 1 408 | 1 358 | 1 841 | 1 139 | 1 146 |

| 2010  | - | - | - | - | - |
| ----- | - | - | - | - | - |
| 1 037 | - | - | - | - | - |

## Source de la traduction
- (en) Cet article est partiellement ou en totalité issu de l’article de Wikipédia en anglais intitulé « Rowland, North Carolina » (voir la liste des auteurs).